# Матвій із Міхова
Матвій із Міхова (лат. Mathiae de Mechovia; пол. Maciej z Miechowa, Maciej Miechowita; нар. 1457 — пом. 8 вересня 1523) — польський освітній і науковий діяч періоду Відродження. Краківський канонік, історик, географ, доктор медицини. Придворний лікар і астролог короля Сигізмунда I Старого. Один із популяризаторів ідей сарматизму. Фундатор парафіяльних шкіл і шпиталів. Походив із міста Мехува. Справжнє ім'я — Мацей Карпіґа (пол. Maciej Karpiga), також вживають Матвій Карпига). Професор (з 1485) і ректор Краківської академії (1501—1519). Член магістрату Кракова (з 1523). Автор праць з історичної та географічної тематики латинською мовою: «Трактат про дві Сарматії» (1517), «Хроніка Польська» (Chronica Polonorum, 1519) тощо. В українській історіографії часто називається Міховським, Меховським, Мєховським або Меховітою.

## Біографія
Мацей із Мехова народився 1457 року в невеликому містечку Мехуві Краківського воєводства, в родині міщанина Станіслава Карпиги. Навчався спочатку в школі при монастирі Божого Гробу в Мєхові або (більш правдоподібно) в одній з парафіяльних шкіл Кракова. 6 У 16-річному хлопець переїхав до столиці Кракова, 1473 року вступив до Краківської академії, сплативши 8 грошів вступного внеску. Навчався у Краківській академії, стажувався у Празі, Флоренції, Падуї. В ході навчання Матвій проявив інтерес до медицини та астрології. 1476 року закінчив академію зі ступенем бакалавра, 1479 року — зі ступенем магістра. У 1480—1485 роках юнак перебував на стажуванні закордоном, навчався у Карловому (Празькому), Флорентійському та Падуанському університетах. Там здобув звання доктора медицини.
1483 року отримав від батька запис частини або всього маєтку. 1485 року Мацей повернувся до Кракова, став професором рідної Краківської академії. 1499 року виїздив до Риму на ювілейні свята Олександра VI, також до Буди, як посол.
Протягом 1501—1519 років п'ять разів, із перервами, обирався ректором Краківської академії (1501—1502, 1505—1506, 1507—1508, 1511—1512, 1518—1519). На цій посаді він проявив себе талановитим управлінцем — зміг збільшити розміри академічної скарбниці й створив нову медичну кафедру. Два роки працював віце-канцлером, заступником краківського єпископа. Одночасно виконував обв'язки придворного лікаря та астролога королів Польщі Сигізмунда І Старого, Чехії Владислава II Ягелончика, Угорщини.
1511 року отримав посаду каноніка при костелі святого Флоріана в Кракові. Він розбагатів, став членом Краківської міської ради. Своє майно Мацей використовував для допомоги бідним — передав власний кам'яний будинок каноніка історику Бернарду Ваповському, спорудив і розширив школи та гуртожитки у Мехуві та Кракові, фундував шпиталі і бібліотеки.
Помер 8 вересня 1523 року в Кракові. Його поховали у каплиці Шафранців Краківського кафедрального собору. На церемонії поховання були численні вчені, урядовці (зокрема, Кшиштоф Шидловєцький, Конарський, Анджей Кшицький, Аміціус, Петро Томіцький, Бонер) та простолюд. На гробниці каноніка поет Миколай із Велічки написав посмертні вірші латинською мовою. Гробниця і напис ім'я не збереглися, але вірші занотував Симон Старовольський і видав їх у зібранні польських старожитностей «Monumenta Sarmatarum», у Кракові 1655 року.

## Праці
- «Трактат про дві Сарматії» (1517, Tractatus de duabus Sarmatiis)
- Fructuosa doctrina de sanguinis missione: deque nonnullis alijs probatissimis atque salutaribus remedijs remedijs aduersus horendam pestilentie luem singulis hominibus eidem obnoxijs non solum vtilis futura verum etiam summenecessaria. — Cracoviae: Jan Haller, 1508.
- Excellentissimi viri Mathie de Miechorv. Contra seuam pestem regimen accuratissimum: at primum ad diuos Sebastianum et Rochum deuote premittunt orationes. — Cracoviae: Jan Haller, 1508.
- Mathiae de Mechovia. Tractatus de duabus Sarmatiis Asiana et Europiana et de contentis in eis. — Cracoviae: Ioannis Haller, 1517.
- Mathiae de Mechovia. Chronica Polonorum [Архівовано 15 березня 2022 у Wayback Machine.] [ Хроніка Польська ]. — Cracoviae: Hieronymi Vietoris Chalcographi, 1521.
- Mathiae de Myechow. Conservatio sanitatis. — Cracoviae: Hieronym Vietore, 1522.
- Editio venerabilis d. Mathie de Miechovv pro conseruanda hominum sanitate familiarissimo collecta stilbo. — Cracoviae: Mathiam Scharffenberg, 1535.
- Historia delle dve Sarmatie di Mattheo di Micheovo tradotta per il signore Annibal Maggi: con la tavola delle cose notabili. — Vinegia: Gabriel Giolito de Ferrari, 1562.
- Mathiae de Mechovia. Chronica Polonorum. — Kraków: Krajowa Agencja Wydawnicza, 1986.
- Matthias de Miechów. Contra saevam pestem regimen accuratissimum: editio trilingua: Latina, Polona, Anglica/ tł. z oryg. Danuta Turkowska; tł. na jęz. ang. Teresa Bałuk-Ulewiczowa; Universitas Jagellonica. Institutum Historiae Medicinae. — Cracoviae: Collegium Medicum Uniwersytetu Jagiellońskiego, 1995.